# Саншу I
Саншу I Португальский известный как Заселитель (порт. Sancho I o Povoador; 11 ноября 1154, Коимбра — 26 марта 1212, Коимбра) — второй король Португалии с 1185 года. Сын Афонсу I Завоевателя и его супруги Мафальды Савойской.

## Биография

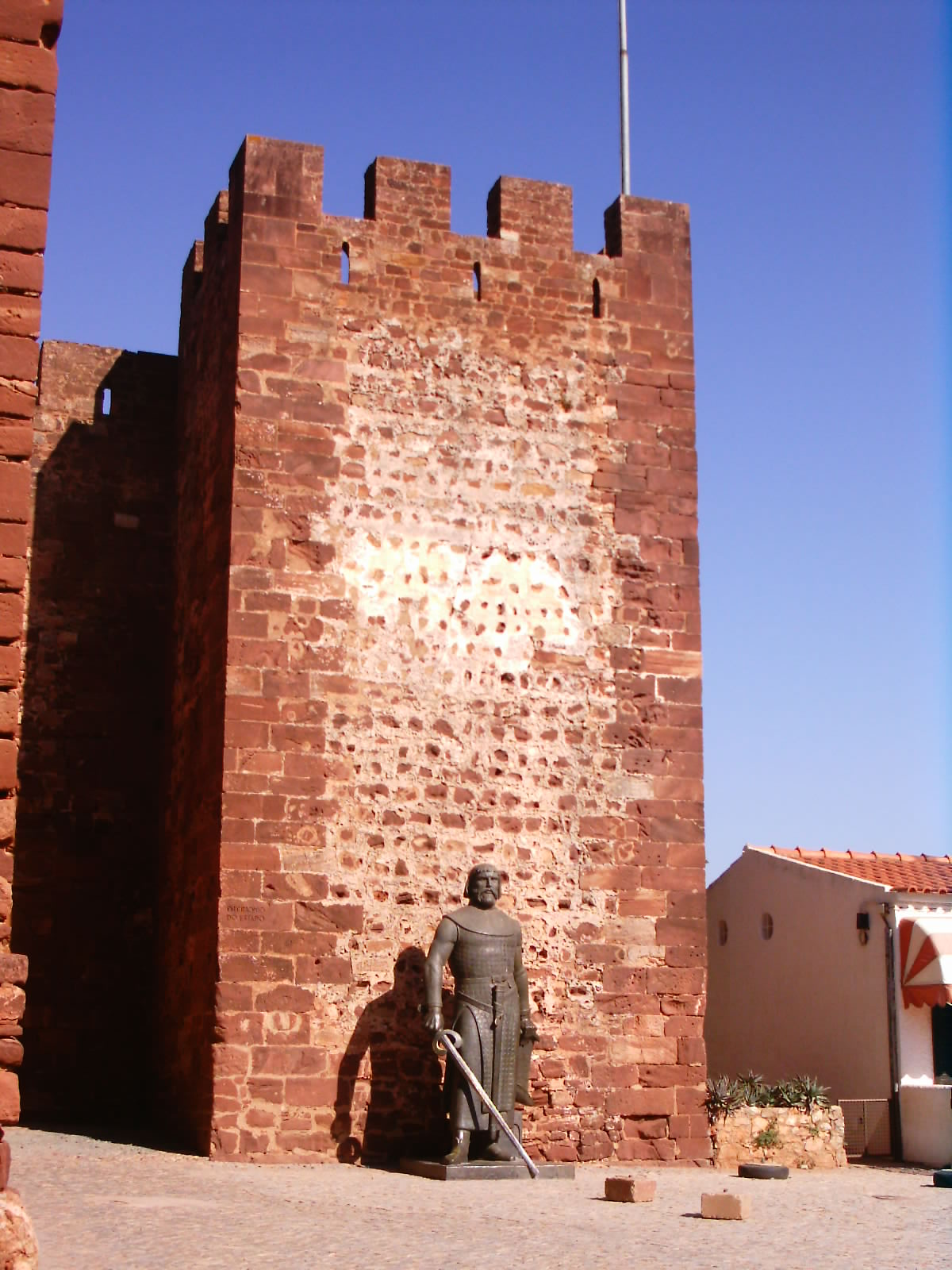
Памятник Саншу I в Силвише

В 1170 году Саншу был посвящён в рыцари своим отцом, королём Афонсу I, и с того времени стал его правой рукой в административных и в военных делах. В то время независимость Португалии (провозглашённая в 1139 году) не была прочно устоявшейся. Короли Леона и Кастилии пытались аннексировать страну, и Католическая церковь не торопилась со своим благословением и одобрением государства. Португалия вступила в союз с королевством Арагон и вместе они сражались с Леоном и Кастилией. Чтобы упрочить союз, принц Саншу Португальский женился в 1174 году на принцессе Дульсе Беренгер, младшей сестре короля Альфонсо II Арагонского. Арагон стал таким образом первым Пиренейским королевством, признавшим независимость Португалии.
Со смертью Афонсу I в 1185 году Саншу I стал вторым королём Португалии. Коимбра была центром его королевства; Саншу прекратил войны с соседями за контроль над галисийскими приграничными территориями. Вместо этого он обратил все силы на юг, против Мавританских общин. Первоначально он смог продвинуться далеко, заняв Алгарви и Алентежу, но в 1190 году вынужден был отступить.
С помощью крестоносцев Третьего крестового похода он захватил Силвиш в 1189 году. Саншу приказал укрепить город и укрепил крепость, являющуюся сегодня важным памятником португальского и всемирного культурного наследия.
Однако военное внимание вскоре вновь пришлось обратить на север, где возникла угроза португальским границам со стороны Леона и Кастилии. Силвиш вновь был сдан маврам в 1191 году.
Саншу I уделял много внимания административной организации нового королевства. Он аккумулировал государственную казну, поддерживал новые ремесла и средний класс коммерсантов. Более того, он основал несколько новых городов и селений и много сделал для заселения удаленных земель в северных христианских областях Португалии преимущественно фламандцами и бургундцами — за что и получил своё историческое прозвище — Заселитель.
Король также был известен своей любовью к науке и литературе. Саншу I написал несколько книг поэм и направлял португальских юношей за счёт казны обучаться в европейские университеты.
Саншу I был похоронен в Монастыре святого Креста, Коимбра.

## Потомки Саншу I

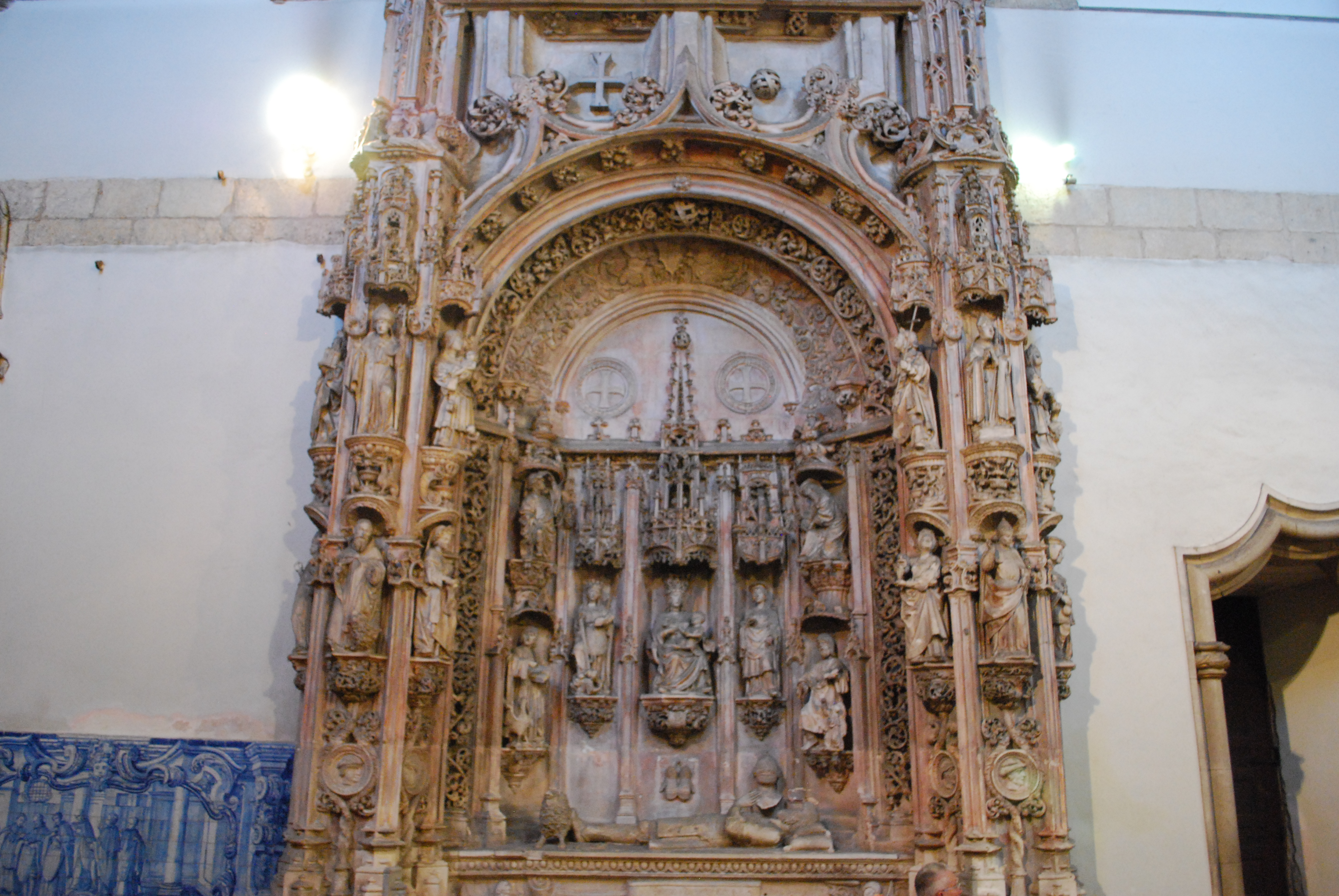
Гробница Саншу I

- От супруги, Дульсинеи Беренгер, принцессы Арагона (1152—1198)
  - Тереза (1176—1250), вышла замуж за короля Леона Альфонсо IX, от которого родила троих детей, в 1705 году признана Блаженной папой Климентом XI;
  - Санша (1180—1229), аббатиса Лорвау, в 1705 году признана Блаженной папой Климентом XI;
  - Констанса (1182—1202);
  - Афонсу II (1185—1233), король Португалии;
  - Педру (1187—1258), граф Балеарских островов, король Майорки, жил в Леоне, женился на Эрумбо, графине Уржел;
  - Фернанду (1188—1233), жил во Франции, женился на Жанне Фландрской (1200—1244);
  - Энрике (1189—1191);
  - Раймунду (1195);
  - Мафалда (1196—1257), в 1215 году вышла замуж за короля Генриха I Кастильского, в 1793 году признана Блаженной папой Пием VI;
  - Бранка (ок. 1197—1240), леди Гвадалахары;
  - Беренгария (ок. 1198—1221), в 1214 году вышла замуж за датского короля Вальдемара II.

Побочные дети
- - Мартин Саншес (до 1175 — после 1205), граф Трастамара;
  - Уррака;
  - Родригу (ум. 1246);
  - Жил Саншес (ум. 1236);
  - Нуну Саншес;
  - Мэйор Саншес;
  - Тереза (1205—1230), сеньора Альбукерке;
  - Констанса (1210—1269);
  - Педру.